# 1912 год в авиации
Список событий в авиации в 1912 году.

## События
- 16 апреля — американка Гарриет Куимби (Harriet Quimby) стала первой женщиной, перелетевшей через Ла-Манш на самолёте.
- 14 июля — учреждено Туркестанское общество воздухоплавания.
- 19 октября — в Москве французской компанией «Гном-Рон», был образован небольшой завод по сборке авиационных ротативных семицилиндровых звездообразных моторов «Гном» мощностью 80 л. с., ныне ФГУП «НПЦ газотурбостроения „Салют“» (Федеральное государственное унитарное предприятие «Научно-производственный центр газотурбостроения „Салют“».

## Персоны

### Родились
- 28 марта — Раскова, Марина Михайловна, советская лётчица-штурман, майор; одна из первых женщин, удостоенная звания Герой Советского Союза.
- 9 июля — Алифанов, Николай Григорьевич, Герой Советского Союза (1 мая 1957), заслуженный лётчик-испытатель СССР (16 марта 1963), полковник (1949).
- 12 октября — Кравченко, Григорий Пантелеевич, генерал-лейтенант авиации, лётчик-ас, дважды Герой Советского Союза.
- 24 октября — Граф, Герман, немецкий лётчик-ас Второй мировой войны, в течение которой он совершил около 830 боевых вылетов, одержав 212 побед в воздухе, из них 202 на Восточном фронте, а также 6 над 4-моторными бомбардировщиками. Был первым пилотом в мире одержавшим более 200 побед.
- 28 октября — Ворожейкин, Арсений Васильевич, советский военный лётчик-истребитель, участник боёв на Халхин-Голе, Советско-финской и Великой Отечественной войн, дважды Герой Советского Союза, генерал-майор, писатель.
- 7 ноября — Абрамчук, Николай Иванович, участник Великой Отечественной войны (капитан, командир эскадрильи 894-го истребительного авиационного полка 101-й истребительной авиационной дивизии ПВО СССР), Герой Советского Союза (1943), подполковник (1954).
- 12 октября — Кравченко, Григорий Пантелеевич, генерал-лейтенант авиации, лётчик-ас, дважды Герой Советского Союза.

### Скончались
- 30 мая — Уилбер Райт (англ. Wilbur Wright), брат Орвилла Райта, пионер авиации.
- 26 сентября — Вуазен, Шарль, французский авиатор, младший брат авиатора и авиаконструктора Габриэля Вуазена. Шарль Вуазен — шестой по счёту человек и первый француз, летавший на аппарате тяжелее воздуха. Погиб в автокатастрофе близ Бельвиля в департаменте Роны.